# Belvosia ferruginosa
Belvosia ferruginosa är en tvåvingeart som beskrevs av Townsend 1895. Belvosia ferruginosa ingår i släktet Belvosia och familjen parasitflugor.
Artens utbredningsområde är Jamaica. Inga underarter finns listade i Catalogue of Life.